# Zlatka Pirnat Cognard
Zlata Pirnat-Cognard (konjár), slovenska mladinska pisateljica in publicistka * 10. november 1912, Trsat (danes Hrvaška), † 29. december 2009, Pariz.
Zlata Pirnat, ki je študirala srbohrvaški jezik, književnost in zgodovino jugoslovanskih narodov na Filozofski fakulteti v Ljubljani, je diplomirala leta 1935. Nato je v od leta 1937 do 1940 v Parizu nadaljevala študij sociologije. Do leta 1966 je na francoskem radiu pripravljala slovenske oddaje, nato pa se je posvetila pisanju in študiju mladinske književnosti.
Leta 1975 je na Sorboni doktorirala iz zgodovine mladinske književnosti jugoslovanskih narodov.
Dr. Pirnatova je objavljala v francoskih mladinskih revijah in sodelovala pri francoskih izdajah slovenske mladinske književnosti. Kot pisateljica se je uveljavila s pisanjem črtic, ki jih je objavila v knjigah: Teta Ljuba (1962), Obisk v velikem mestu (1968) ter Vrtoglavi škrjanček (1982). Poleg proze je leta 1980 objavila tudi strokovno delo Pregled mladinske književnosti jugoslovanskih narodov (1945 - 1968).